# Madagascarchaea lotzi
Madagascarchaea lotzi es una especie de arácnido perteneciente al género Madagascarchaea, dentro de la familia Archaeidae, del orden de las arañas.

## Distribución
La especie se distribuye en Madagascar.

## Taxonomía
Fue descrita científicamente por Hannah Marie Wood y Nikolaj Scharff en 2018. La descripción original fue publicada en la revista Zookeys número 727: 1-69 en el artículo titulado «A review of the Madagascan pelican spiders of the genera Eriauchenius O. Pickard-Cambridge, 1881 and Madagascarchaea gen. n. (Araneae, Archaeidae)».